# بريت غودفري
بريت غودفري (بالإنجليزية: Brett Godfrey)‏ هو شخصية أعمال أسترالي، ولد في 8 أغسطس 1963.